# 新潟分屯基地

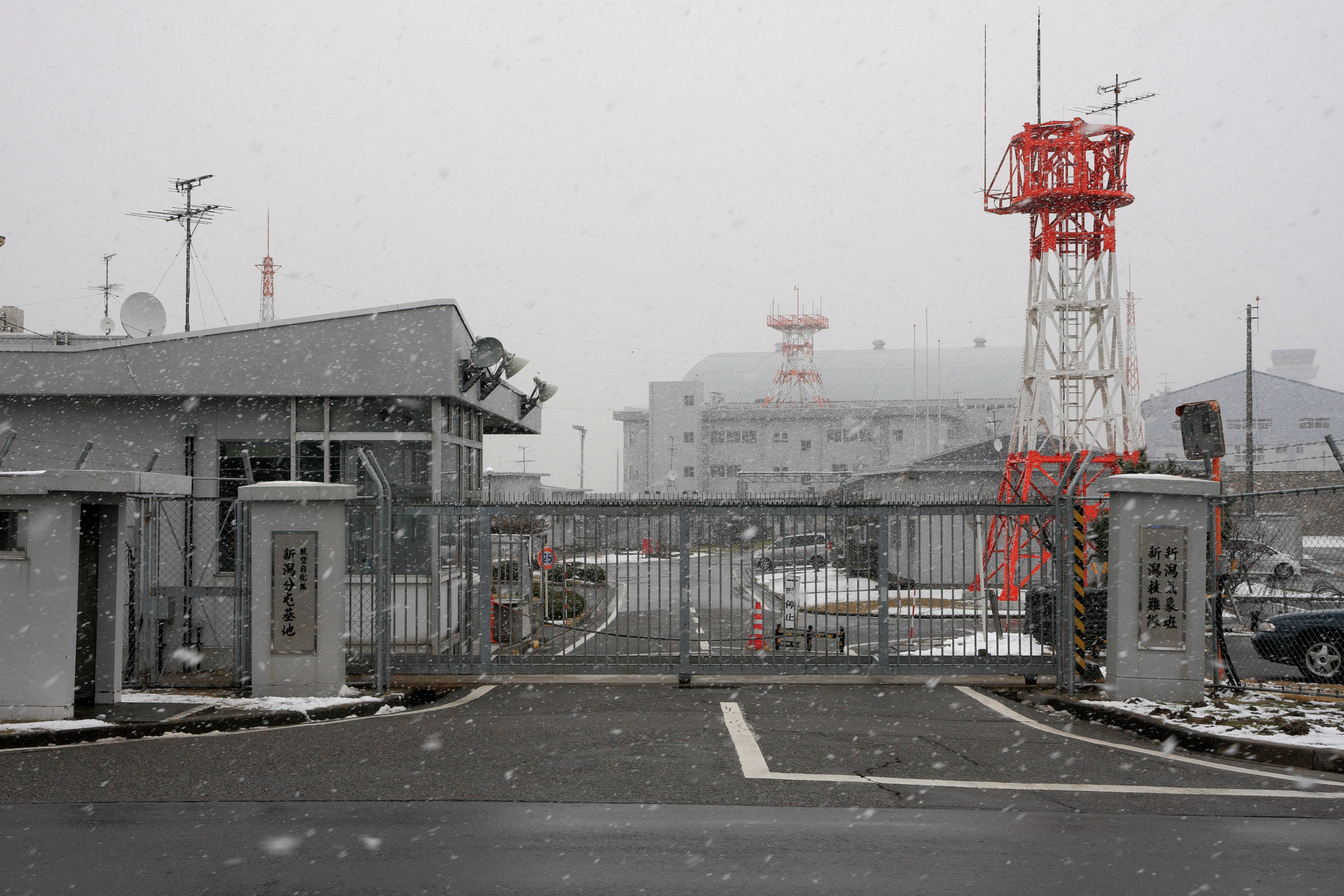
新潟分屯基地の正門

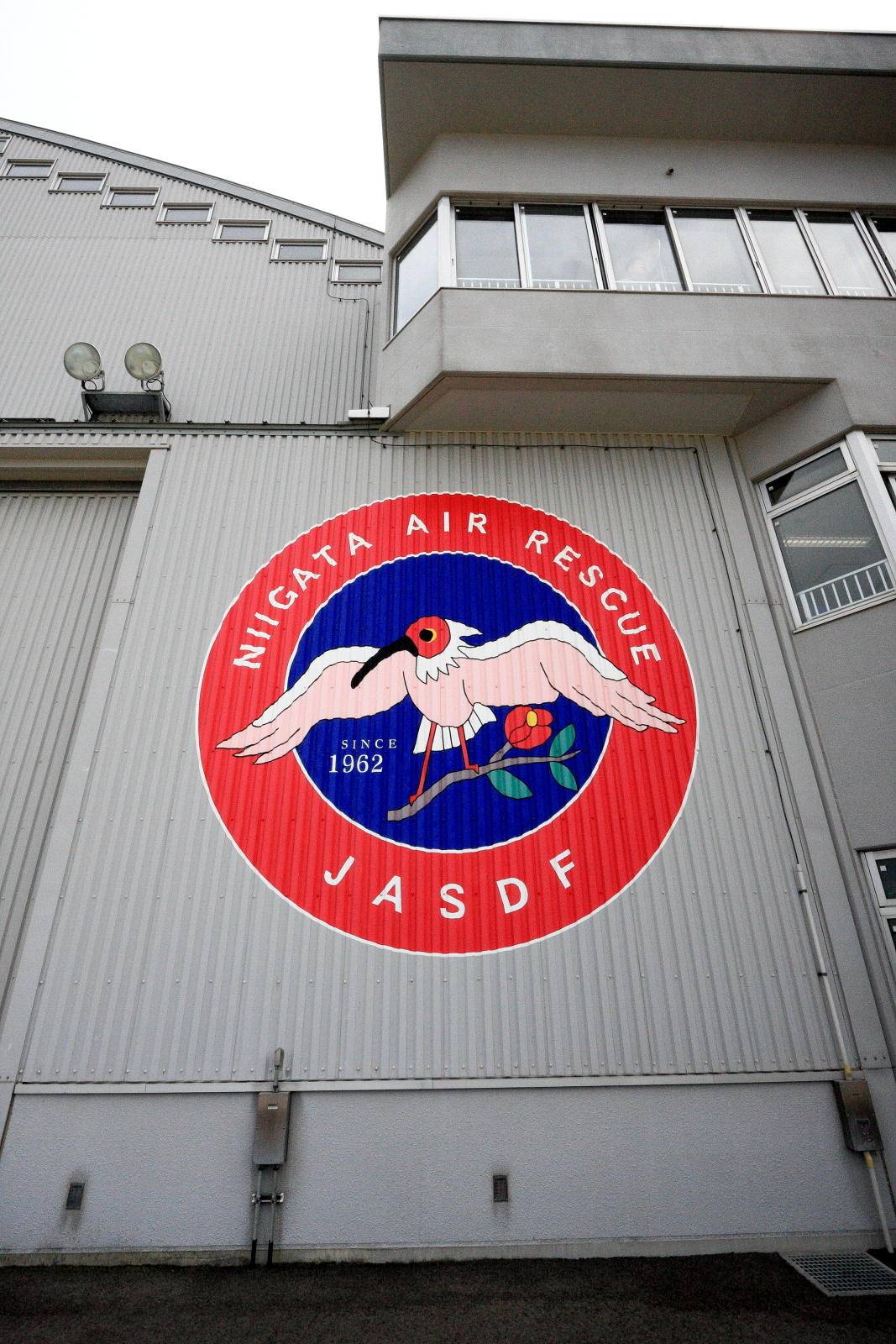
ハンガー外壁に描かれた新潟救難隊の部隊章

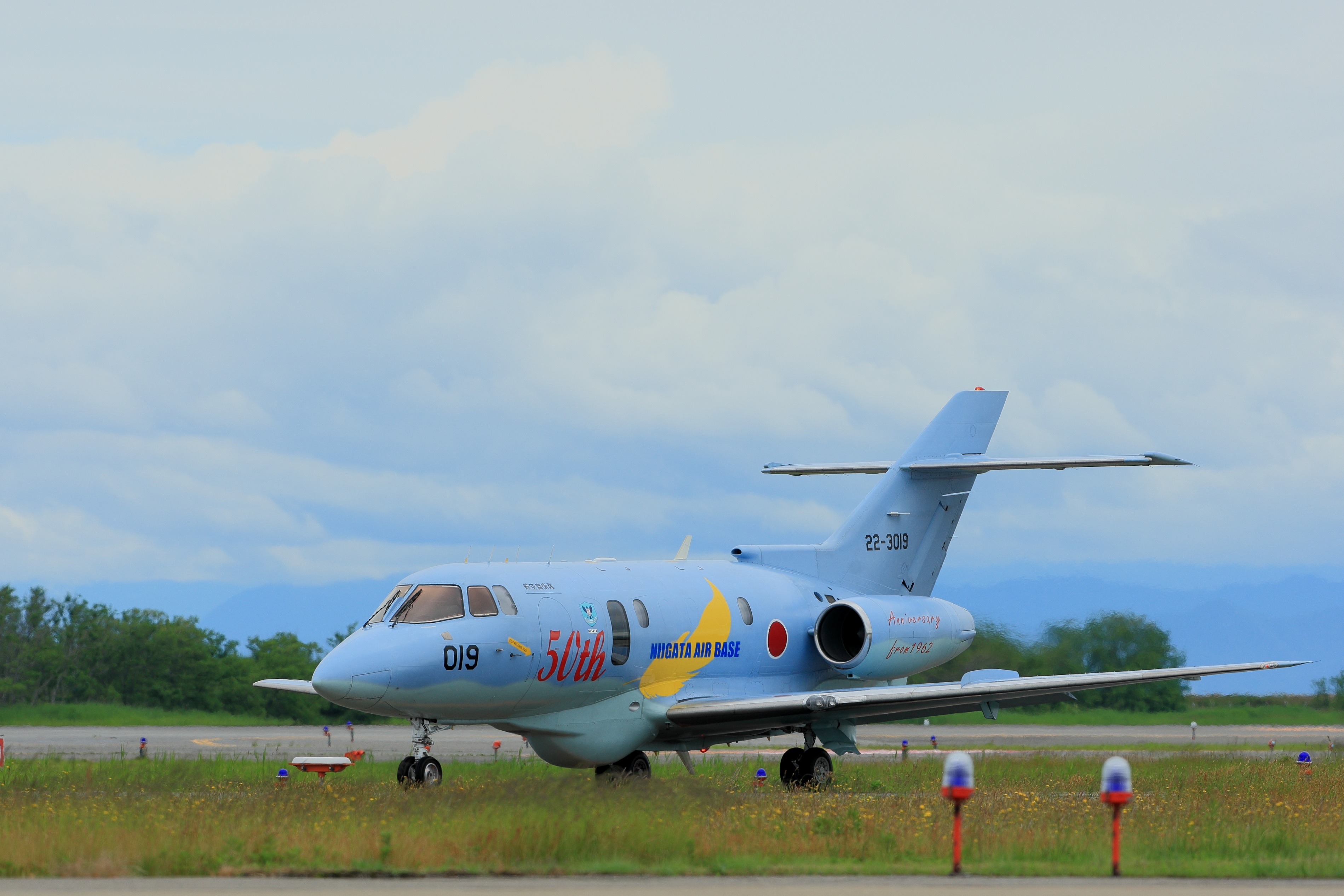
新潟分屯基地創設50周年記念塗装のU-125A

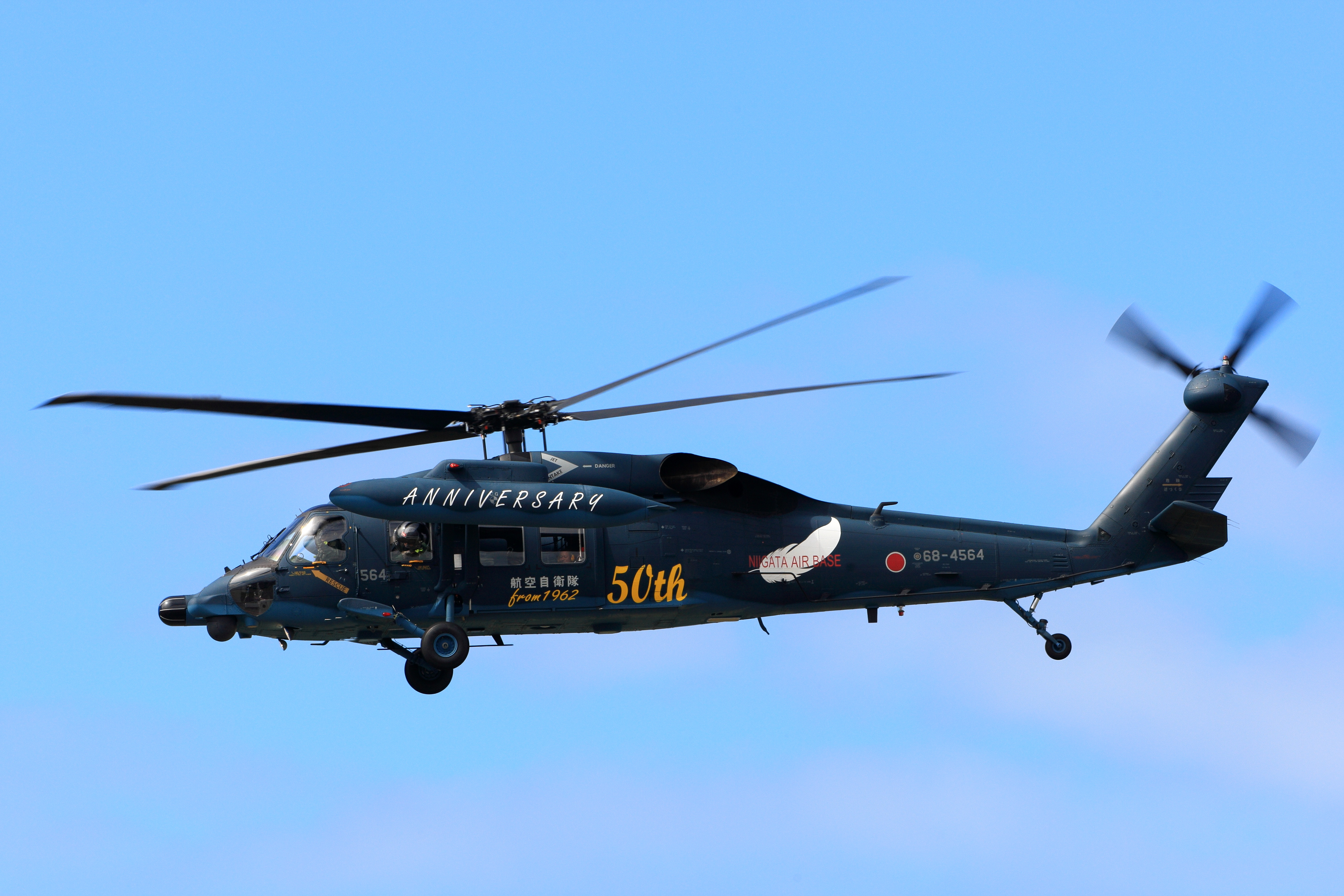
新潟分屯基地創設50周年記念塗装のUH-60J

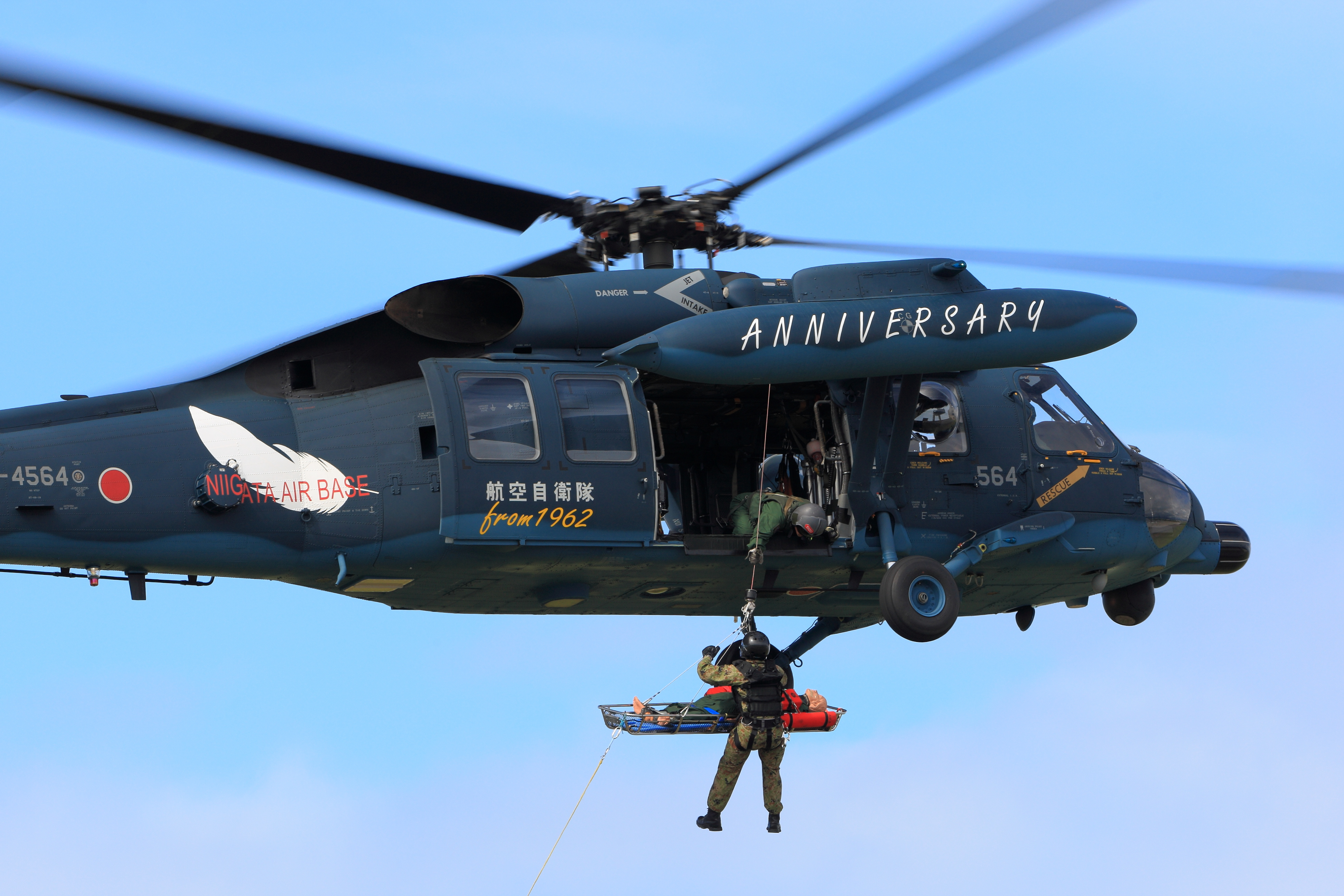
救難飛行展示を行うUH-60J

新潟分屯基地（にいがたぶんとんきち、JASDF Niigata Sub Base）は、新潟県新潟市東区船江町三丁目135番地に所在する航空自衛隊入間基地の分屯基地である。新潟空港のB滑走路（主滑走路）南側に面して専用エプロン・ハンガーを持ち、救難捜索ジェット機（U-125A）と救難救助ヘリ（UH-60J）を保有する飛行隊が駐屯している。分屯基地司令は、新潟救難隊長が兼務している。

## 配置部隊
- 航空救難団新潟救難隊
- 入間気象隊新潟気象班

## 沿革
- 1958年（昭和33年）3月31日 - アメリカ軍より新潟飛行場が返還される。
- 1962年（昭和37年）3月15日 - 航空自衛隊新潟基地隊が新編される。
- 1966年（昭和41年）12月 - 新潟基地隊が航空救難群に編入される[1]。
- 1967年（昭和42年）10月25日 - 新潟基地隊が新潟救難隊へと新編され、日本海側の航空救難拠点が強化される。
- 2004年（平成16年）7月 - 平成16年7月新潟・福島豪雨で災害派遣活動を行う。
- 2004年（平成16年）10月 - 新潟県中越地震で災害派遣活動を行う。
- 2005年（平成17年）4月14日 - MU-2S救難捜索機が新潟県阿賀町の御神楽岳で陸上目標捜索訓練を行っていた際、13時50分頃に機影がレーダーから消えた。同15時すぎ同救難隊が捜索し御神楽岳北西斜面に墜落している機体を発見。負傷者を収容したが、乗員4名全員が死亡した。
- 2007年（平成19年）7月 - 新潟県中越沖地震で災害派遣活動を行う。
- 2008年（平成20年） - 平成20年度航空救難団救難戦技競技会で新潟救難隊が優勝。
- 2009年（平成21年）10月 - 平成21年度航空救難団救難戦技競技会で新潟救難隊が優勝。
- 2011年（平成23年）3月 - 東日本大震災で災害派遣活動を行う。
- 2011年（平成23年）7月 - 平成23年7月新潟・福島豪雨で災害派遣活動を行う。

## 所属航空機
- U-125A
- UH-60J